# Ae 4/7
Ae 4/7 – szwajcarska lokomotywa elektryczna produkowana w latach 1927–1934 dla kolei szwajcarskich. Lokomotywy elektryczne były eksploatowane na linii kolejowej Gotthardbahn. Zachowano dwa elektrowozy jako czynne lokomotywy zabytkowe.